# Bulbostylis viridicarinata
Bulbostylis viridicarinata là một loài thực vật có hoa trong họ Cói. Loài này được (De Wild.) Goetgh. mô tả khoa học đầu tiên năm 1984.